# Liste der Botschafter der Vereinigten Staaten in Grenada
Seit 1975 ist der United States Ambassador to Barbados and the Eastern Caribbean in Bridgetown regelmäßig auch in St. George’s akkreditiert.
Nach US-Invasion in Grenada wurde am 2. Februar 1984 ein Geschäftsträger am Maurice Bishop Highway, Point Salines St. George’s stationiert, der der Botschaft in Bridgetown berichtet.
| Posten eingenommen | Geschäftsträger           | Bemerkungen | ernannt von       | akkreditiert bei        | Posten verlassen |
| ------------------ | ------------------------- | --- | ----------------- | ----------------------- | ---------------- |
| 2. Feb. 1984       | Charles A. Gillespie, Jr. | (* 22. März 1935; † 7. März 2008) | Ronald Reagan     | Nicholas Brathwaite     | März 1984        |
| März 1984          | Loren E. Lawrence         | (* 26. Januar 1926 in Hamilton; † 6. März 1992 in Ft. Lauderdale) | Ronald Reagan     | Nicholas Brathwaite     | Dez. 1984        |
| Dez. 1984          | Roy Theodore Haverkamp    | (* 10. Dezember 1924) 1949 Bachelor der Yale University, 1951: Bachelor der Cambridge University, England; 1943–1945 US Army overseas; app. S-12. trat am 19. Jan. 1952 in den auswärtigen Dienst, 29. September 1952 Pusan, 22. Januar 1954: Seoul, 13. April 1955: Stockholm. | Ronald Reagan     | Nicholas Brathwaite     | März 1986        |
| März 1986          | John Charles Leary        | (* 1924) | Ronald Reagan     | Herbert Blaize          | Mai 1988         |
| Jan. 1988          | James Ford Cooper         | (* 1935) 1994: Generalkonsul in Guayaquil | George H. W. Bush | Nicholas Brathwaite     | Jan. 1991        |
| Juli 1991          | Annette T. Veler          | | George H. W. Bush | Nicholas Brathwaite     | Juli 1993        |
| Sep. 1993          | Ollie P. Anderson         | | Bill Clinton      | Nicholas rathwaite      | Sep. 1994        |
| Dez. 1994          | Dennis F. Carter          | Konsul in St. George’s | Bill Clinton      | Nicholas Brathwaite     | März 1995        |
| 1997               | Lloyd W. Moss             | | Bill Clinton      | Keith Claudius Mitchell |                  |
| 2003               | Nadia Tongour             | [ 4 ] | George W. Bush    | Keith Claudius Mitchell |                  |
| 2007               | Karen Jo McIsaac          | [ 5 ] | George W. Bush    | Keith Claudius Mitchell |                  |
| 6. Dez. 2009       | Bernard Link              | [ 6 ] | Barack Obama      | Tillman Thomas          | 3. Nov. 2012     |
| 16. Okt. 2012      | Louis Crishock            | [ 7 ] | Barack Obama      | Tillman Thomas          |                  |